# GoNNER
『GoNNER』（ゴーンナー）は、スウェーデンのインディーゲームスタジオArt in Heartが開発したアクションゲーム。2016年10月12日にPC版が発売され、その後にAndroidや各種家庭用ゲーム機向けにも移植されている。

## 概要
謎の生物イック（Ikk）が巨大クジラの友達サリー（Sally）に贈るプレゼントを求め、多くの敵が潜むダンジョンの内部を冒険する。ゲーム画面はサイドビューで描かれ、各エリアは自動生成により構造が毎回変化する。背景は黒色を基調とし、キャラクターは単色のビビッドカラーで描画されている。
本作を開発する上で影響を受けたソフトとして、開発陣は、いずれもステージが自動生成されるインディーアクションゲーム『Downwell』『Nuclear Throne』『The Binding of Isaac』などを挙げている。また、冒険の拠点に生えている巨木の描写について、スウェーデン出身の漫画家、Minna Sundbergが手掛けるスチームパンクウェブコミック『Stand Still, Stay Silent』に登場する巨木からインスピレーションを受けたと語っている。
2018年9月14日には新規マップ等を追加したバージョン『GoNNER - BLüEBERRY EDiTION』がXbox One向けに先行発売され、他のプラットフォームでも同年12月19日配信の無料アップデートにより同内容となった。
2020年10月22日には、続編である『GONNER2』が発売された。

## システム
全部で4つのステージがあり、それぞれに、敵が配置されている4つのエリア、アイテムの販売店があるエリア、ボスキャラクターがいるエリアが含まれている。敵がいるエリアは前述のように毎回自動生成される。
基本アクションとして、2段ジャンプや壁への張り付きのほか、敵への攻撃手段として銃器などの所持武器使用や踏みつけを行う。また、店や一部エリアで入手できるアイテムを装備すると能力が追加または変更される。装備アイテムの種類は、ライフの数などに影響する頭、前述の武器、その他様々な能力を得られるバックパックの3つのカテゴリに大別される。入手したアイテムは冒険開始前の拠点にストックされ、再出発時に任意のアイテムを取得することができる。
敵を倒すと得点が加算され、敵を短時間に連続して攻撃するコンボが5回つながるごとに、店でのアイテム購入時などに使用する通貨が手に入る。また、ゲームプレイ自体には影響しないが、コンボが続くことでBGMのテンポが上がり、一定回数を超えると画面全体がサイケデリックな色調に変化する。
ライフが尽きると頭・武器・バックパックが周囲に吹き飛ぶ。この時、頭を拾って付け直すとゲームが続行されるが、頭が無い状態でダメージを受けると原則ミスとなる。ここで一定数の通貨を支払うことでコンティニューできるが、足りない場合はゲームオーバーとなり、拠点まで戻される。獲得した得点がそれまでの最高を更新した場合はオンラインランキングに登録される。

## 受賞・ノミネート
- Independent Games Festival Awards 2017 「Excellence in Audio」受賞[28]
- 2017 Nordic Game Awards 「Best Debut」受賞、「Best Audio」「Best Art」ノミネート[29]